# Carbometallierung
Die Carbometallierung ist eine Darstellungsmethode für Elementorganyle, d. h. chemische Verbindungen aus Metallen und klassischen organischen Gruppen. Bei der Reaktion handelt es sich um eine Nukleophile-Additionsreaktion, bei der die Treibkraft aus der Bindungsbildung erfolgt.
Die Edukte stellen dabei ein Metallorganyl MR und eine organische Verbindung mit C-C-Mehrfachbindung dar. Als Produkt wird das entsprechende Insertionsprodukt erhalten, bei dem das Metallatom über die Mehrfachbindung der organischen Substanz mit dem ehemaligen Organylanteil verknüpft ist. Das Metall muss für die Reaktion genügend elektropositiv sein bzw. das Edukt ist ein Übergangsmetallalkyl mit Elektronenmangelsituation. Die Metallorganylverbindungen der Elemente Lithium bis Cäsium und Aluminium sind deshalb sehr gut geeignet.
{\displaystyle \mathrm {MR^{a}+R^{b}R^{c}C{=}R^{d}R^{e}\rightleftharpoons } } {\displaystyle \mathrm {M{-}C(R^{b}R^{c}){-}C(R^{d}R^{e}){-}R^{a}} }
Die Insertionsreaktion der Carbometallierung ist in Bezug auf die Reaktion mit Alkinen stereoselektiv. Die Reaktion verläuft im Sinne einer cis-Addition an die Dreifachbindung. Die Rückreaktion der Carbometallierung wird als β-Zerfall bezeichnet und stellt eine Eliminierungsreaktion dar. Der Mechanismus der Carbometallierung verläuft als konzertierter Reaktionsverlauf, d. h. die Umwandlungsschritte während der Reaktion erfolgen gleichzeitig und nicht in zeitlicher Abfolge voneinander.

## Beispiele
Eine Beispielreaktion ist die Umsetzung von n-Butyllithium mit einem alkinverbrückten Diphenyl zum entsprechenden cis-Additionsprodukt.

## Industrielle Anwendung
Die Carbometallierung findet großtechnische Anwendung bei der Polymerisation von Butadienen zu Synthesekautschuk – beim Einsatz von Isopren als Edukt – unter der Verwendung von Lithiumorganylen.
Weitere industrielle Prozesse, bei denen die Carbometallierung einen Einsatz findet, ist die Ziegler’sche Aufbaureaktion, bei der Ethen nicht selektiv oligomerisiert wird. Die Reaktionen basieren typischerweise auf Aluminiumorganylen.